# Zoran Lončar
Zoran Lončar, cyr. Зоран Лончар (ur. 1965) – serbski polityk, doktor filozofii, od 2000 członek Demokratycznej Partii Serbii, w latach 2007-2008 minister edukacji w drugim rządzie Vojislava Koštunicy, w latach 2004-2007 minister ds. administracji publicznej i samorządowej w pierwszym rządzie Vojislava Koštunicy.